# Anasyrma

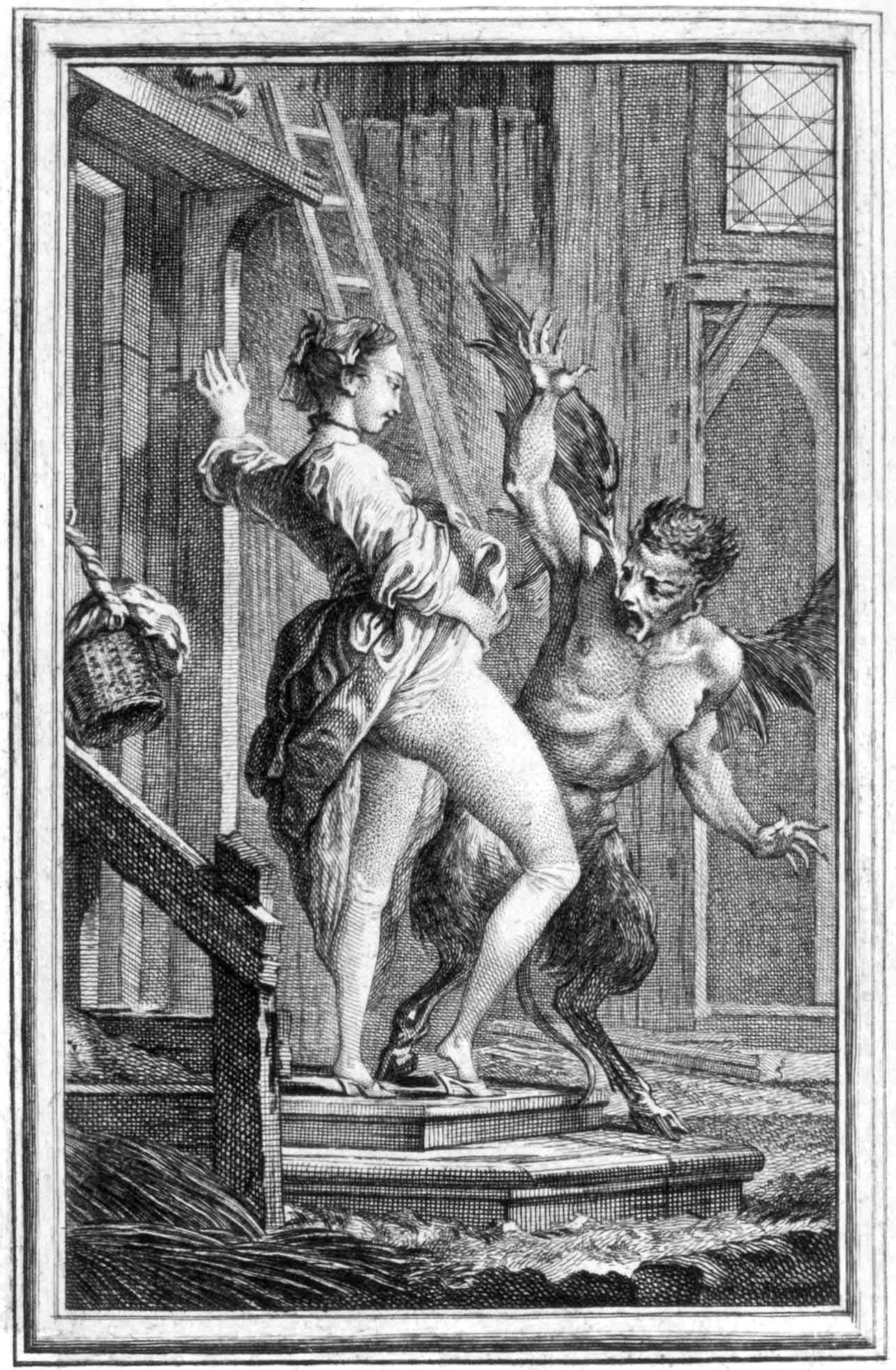
Anasyrma para asustar al demonio (ilustración de Charles Eisen para Le Diable de Papefiguière de Jean de La Fontaine).

Anasyrma (o también anasyrmos y anasirma) es un término griego que alude al gesto de levantarse la falda o el kilt. Se usa en relación con ciertos ritos religiosos, el erotismo y las bromas lascivas (véase por ejemplo Baubo), así como para describir las correspondientes obras de arte. No tiene relación con los gestos físicos típicos del exhibicionismo, pues estos tienen el objetivo implícito de excitar sexualmente al exhibicionista, mientras el anasyrma se hace solo por su efecto sobre los espectadores.
El anasyrma puede ser una exposición deliberadamente provocativa de los genitales o las nalgas desnudas. Un famoso ejemplo de esto último es la Venus Calipigia (‘Venus de hermosas nalgas’). En muchas tradiciones este gesto tiene también un carácter apotropaico, como una burla hacia un enemigo sobrenatural.

## Antigüedad griega

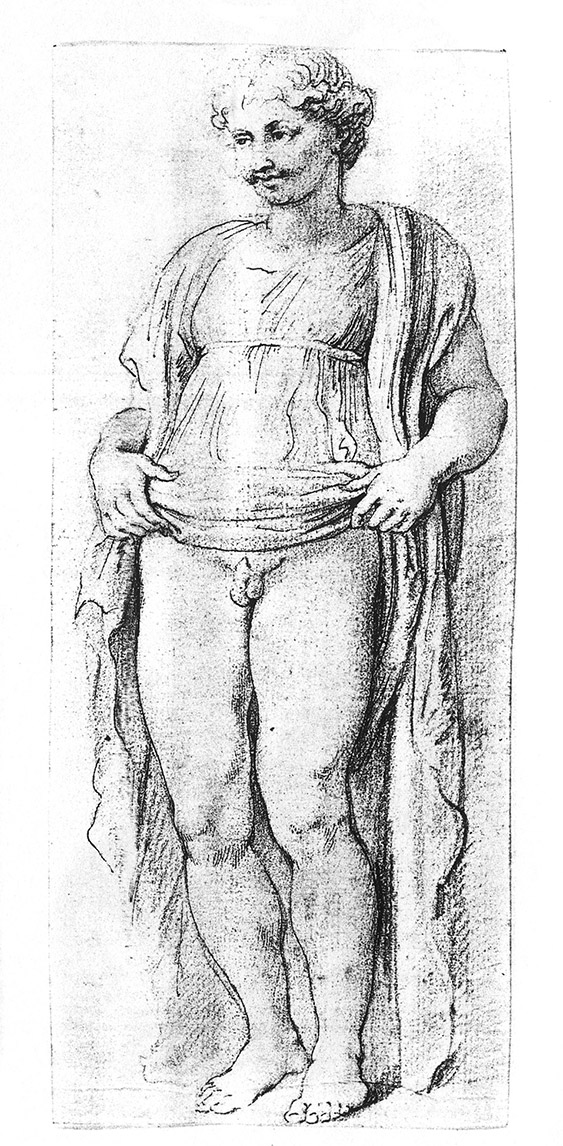
Autor anónimo. Hermafrodito publicado en Marjon van der Meulen, Copias de Rubens después de la antigüedad, Londres, 1995, III, fig.123. Se trata de una copia de un dibujo perdido de Rubens.

Las bromas y obscenidades rituales eran comunes en los cultos de Deméter y Dioniso, y aparecen en la celebración de los misteriutoros eleusinos, relacionados con estas divinidades. El mitógrafo Apolodoro dice que la broma de Yambe era la razón tras la práctica de las bromas rituales en las tesmoforias, fiestas celebradas en honor de Deméter y Perséfone, pero en otras versiones del mito de la primera, la diosa es recibida por una mujer llamada Baubo, quien le hace reír al descubrirse, en el gesto ritual del anasyrma. Un grupo de estatuillas de Priene, una ciudad griega de la costa este de Asia Menor, suelen identificarse como figuritas «Baubo», y representan el cuerpo femenino como la cara unida con la parte baja del abdomen, de forma parecida a los falos decorados con ojos, boca y a veces piernas que aparecen en vasijas pintadas y también en estatuillas de la época.

### Más información
- Hairston, Julia L. (otoño de 2000). «Skirting the Issue: Machiavelli's Caterina Sforza». Renaissance Quarterly 53 (3): 687-712.
- Marcovich, M. (septiembre  de 1986). «Demeter, Baubo, Iacchus, and a Redactor». Vigiliae Christianae 40 (3): 294-301.
- Säflund, Gösta (1963). Aphrodite Kallipygos (Stockholm studies in classical archaeology). Estocolmo: Almqvist & Wiksell.
- Stoichita, Victor I.; Coderch, Anna Maria (1999). Goya: The Last Carnival. Reaktion Books. p. 118. ISBN 1861890451.
- Thomson De Grummond, Nancy (2006). Etruscan Myth, Sacred History, and Legend. University of Pennsylvania Museum Publication. ISBN 1931707863.
- Zeitlin, F. I. (1982). «Cultic models of the female: rites of Dionysus and Demeter». Arethusa (15): 129-54.